# Lex (perro)
Lex (1999 - 25 de marzo de 2012) fue el primer perro de guerra en servicio activo y en plenas facultades al que se le concedió la jubilación anticipada para ser adoptado. Trabajaba a las órdenes del cabo del Cuerpo de Marines de los Estados Unidos Dustin J. Lee en la Guerra de Irak. Resultó herido en un ataque que mató a Lee y, posteriormente, se le concedió un Corazón Púrpura honorario.

## Perro de trabajo militar
Lee y Lex estaban destinados en el departamento de la policía militar en la Base de Albany, y Lex había sido desplegado en Irak anteriormente con un adiestrador diferente. Lee había adoptado a su perro anterior, Doenja, después de que el perro se jubilara. Fueron asignados para desplegarse a finales de noviembre de 2006 como un equipo de detección de explosivos y de patrulla para el tercer Batallón de Reconocimiento, entonces parte del 6.º Regimiento de Marines. El 21 de marzo de 2007, mientras se encontraban en una base de operaciones avanzada en Irak, fueron alcanzados por un ataque con cohetes SPG-9 de 73 mm. Lee resultó mortalmente herido, mientras que Lex sufrió heridas de metralla. A pesar de sus propias heridas, Lex se negó a dejar a Lee y tuvieron que separarlo a la fuerza para que los sanitarios intentaran tratar a su amo. Después de regresar a los Estados Unidos en abril, se recuperó por completo de sus heridas en la Base del Cuerpo de Marines Camp Lejeune después de una rehabilitación de doce semanas. Regresó al MCLB de Albany el 6 de julio a plena capacidad de trabajo, aunque quedó algo de metralla alojada en su espalda, que los veterinarios no eliminaron para evitar causarle daño permanente a su columna vertebral.

## Adopción
Los padres de Lee, Jerome y Rachel Lee, pidieron a los militares poder adoptar a Lex. La familia de Lee creó una petición en línea y el caso ganó la atención de los medios nacionales. El congresista Walter B. Jones del 3.º distrito congresional de Carolina del Norte (que incluye Camp Lejeune) ayudó a la familia Lee con la adopción de Lex.
 Aunque las Fuerzas Armadas de los Estados Unidos no suelen liberar a los perros de trabajo militares antes de la edad de jubilación debido a ciertos requisitos (debido a la ley USC 10-2583,) existía una disposición en la ley vigente que permitía la jubilación anticipada de los perros en determinadas situaciones, creada para permitir que un adiestrador de perros de la Fuerza Aérea herido adoptara a su perro antes de jubilarlo en 2005. La disposición legal se promulgó y Lex fue liberado del servicio activo para ser adoptado por la familia Lee.
El Mando de los Marines hizo una solicitud formal a los gerentes del programa de perros de trabajo de la Fuerza Aérea en la Base de la Fuerza Aérea Lackland en noviembre, que fue aprobada el 6 de diciembre. Lex fue liberado después de cinco años de servicio activo y entregado a la familia Lee en una ceremonia en la MCLB de Albany el 21 de diciembre de 2007, bajo la atención de los medios nacionales. Tenía 8 años en ese momento. Después, Lex comenzó a visitar los hospitales por cuenta del Departamento de Asuntos de los Veteranos de los Estados Unidos para apoyar a los veteranos heridos y ayudarlos en su proceso de recuperación. El 16 de febrero de 2008, el Capítulo de la Orden Militar del Corazón Púrpura #566 le entregó a Lex un Corazón Púrpura conmemorativo en una ceremonia celebrada en el Museo de Armamento de la Fuerza Aérea, en la Base de la Fuerza Aérea Eglin. El 24 de septiembre de 2008, el American Kennel Club anunció que Lex había ganado el séptimo premio Law Enforcement AKC por excelencia canina. El 19 de marzo de 2010, la perrera base de la MCLB de Albany recibió su nombre en honor a Lee, con la presencia de Lex.
Después de su adopción, Lex tuvo problemas de movilidad debido a sus heridas y aproximadamente 50 piezas de metralla que permanecían en su cuerpo, a pesar del tratamiento en la Facultad de Medicina Veterinaria de la Universidad Estatal de Misisipi. El 16 de noviembre de 2010, Lex comenzó el tratamiento en el Hospital Veterinario de Georgetown, con un programa de medicina regenerativa mediante células madre, con la asistencia de la Humane Society of the United States y el congresista de Kentucky Ed Whitfield.

## Muerte
Lex murió el 25 de marzo de 2012, como resultado de un cáncer.

## Galería

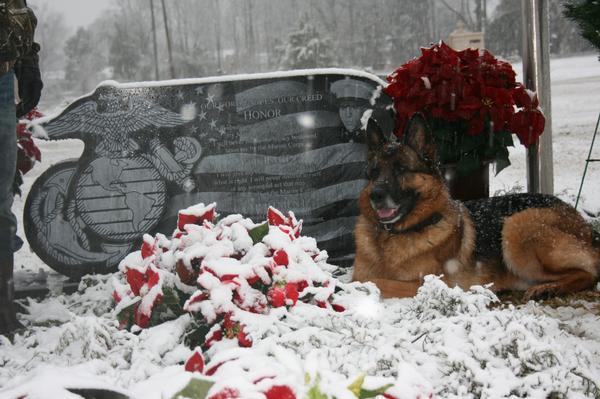
Lex en la tumba de Lee
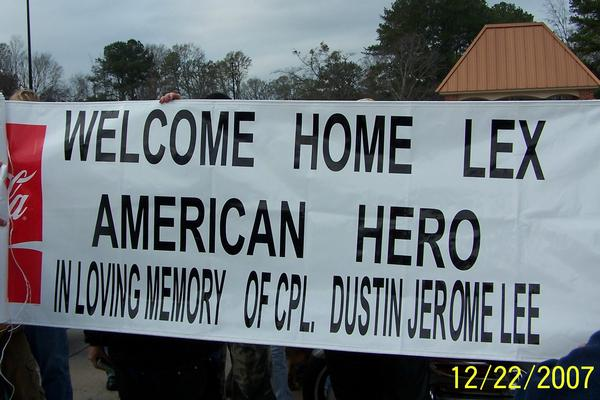
Pancarta en la ceremonia de adopción de Lex
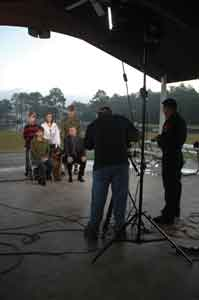
CBS News entrevista a la familia Lee y a funcionarios de la Marina en la ceremonia de adopción de Lex
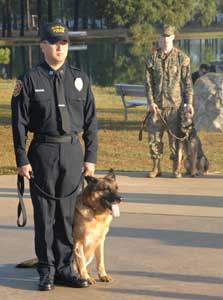
El oficial de policía Reynolds se prepara para entregar a Lex a la familia Lee
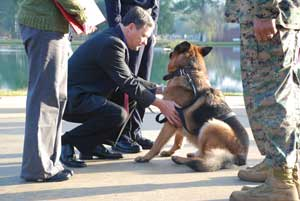
Jerome Lee recibe a Lex en la ceremonia de adopción
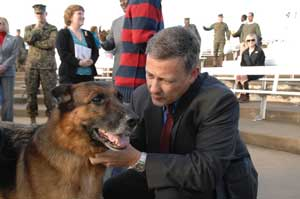
Jerome Lee y Lex en la ceremonia de adopción
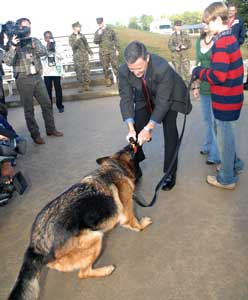
Jerome Lee juega con Lex después de la ceremonia de adopción
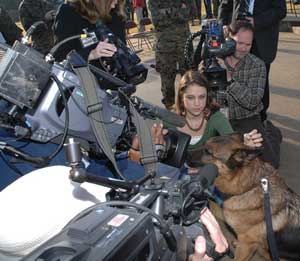
Los niños Lee juegan con Lex después de la ceremonia de adopción
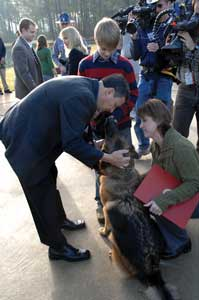
La familia Lee con Lex después de la ceremonia de adopción
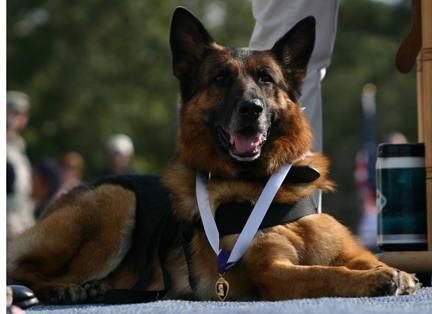
Lex recibe un Corazón Púrpura honorario
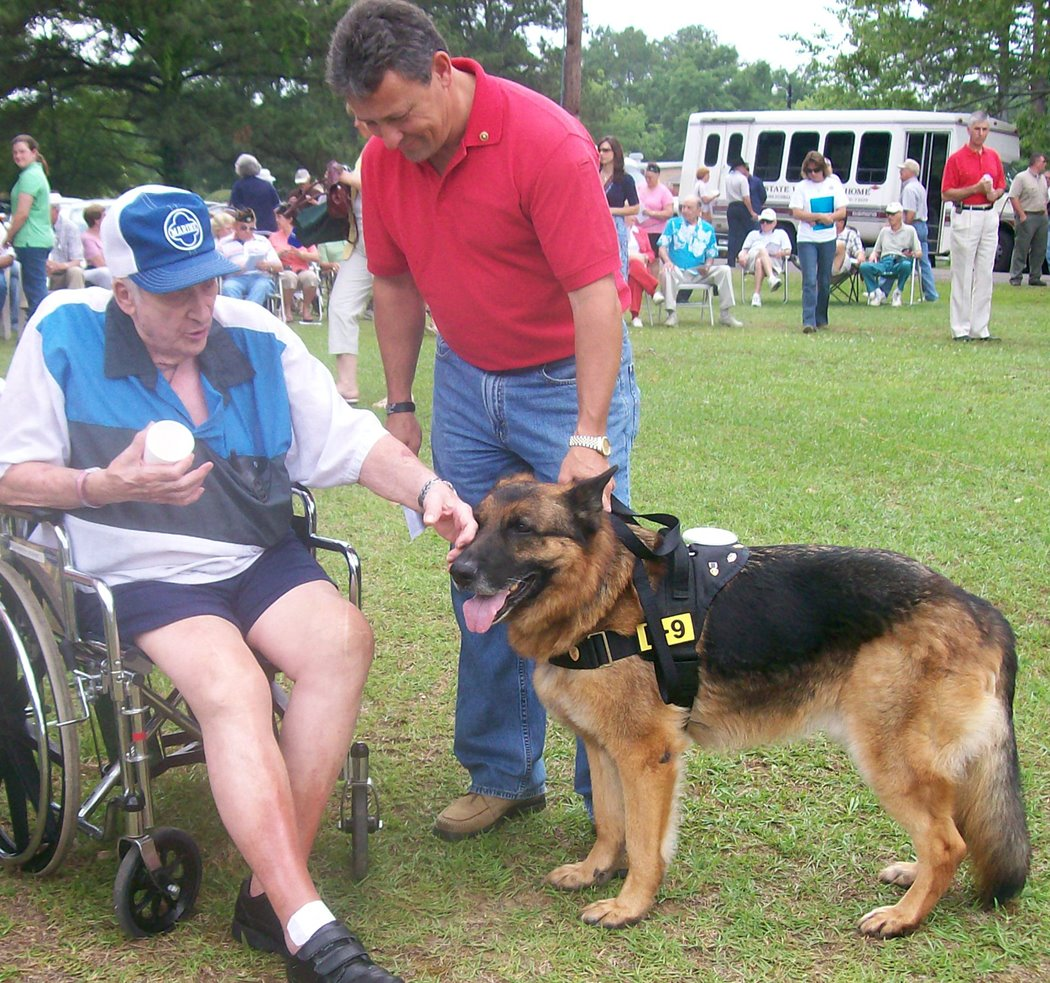
Jerome Lee y Lex se reúnen con veteranos de la Segunda Guerra Mundial